# Instituto de Astronomia, Geofísica e Ciências Atmosféricas da Universidade de São Paulo
O Instituto de Astronomia, Geofísica e Ciências Atmosféricas da Universidade de São Paulo (IAG), anteriormente conhecido como Instituto Astronômico e Geofísico, é uma unidade da Universidade de São Paulo (USP) responsavel pelo ensino, pesquisa e extensão universitária nas áreas de ciências exatas e da terra. Localizado na Cidade Universitária Armando de Salles Oliveira, é constituído de três departamentos que realizam atividades acadêmicas: Astronomia, Geofísica e Ciências Atmosféricas.
Cada departamento do IAG oferece cursos de graduação na modalidade bacharelado e pós graduação lato ou stricto sensu em Astronomia, Geofísica e Ciências Atmosféricas. Também realiza atividades interdepartamentais em ciência com o Instituto de Física e a Escola Politécnica da Universidade de São Paulo.
A história do IAG teve início na Seção de Botânica e Meteorologia da Comissão Geográfica e Geológica do Governo do Estado de São Paulo. Mais especificamente a Seção de Botânica e Meteorologia era dirigida pelo Prof. Alberto Loefgren que foi o embrião do Serviço Meteorológico do Estado de São Paulo. Sua origem está vinculada também com a reorganização do Serviço Meteorológico e Astronômico, em 31 de dezembro de 1927, tendo como sede o Observatório Astronômico e Meteorológico, mais conhecido atualmente como Observatório de São Paulo. Em 30 de dezembro de 1946, o Instituto foi incorporado à Universidade de São Paulo.

## História

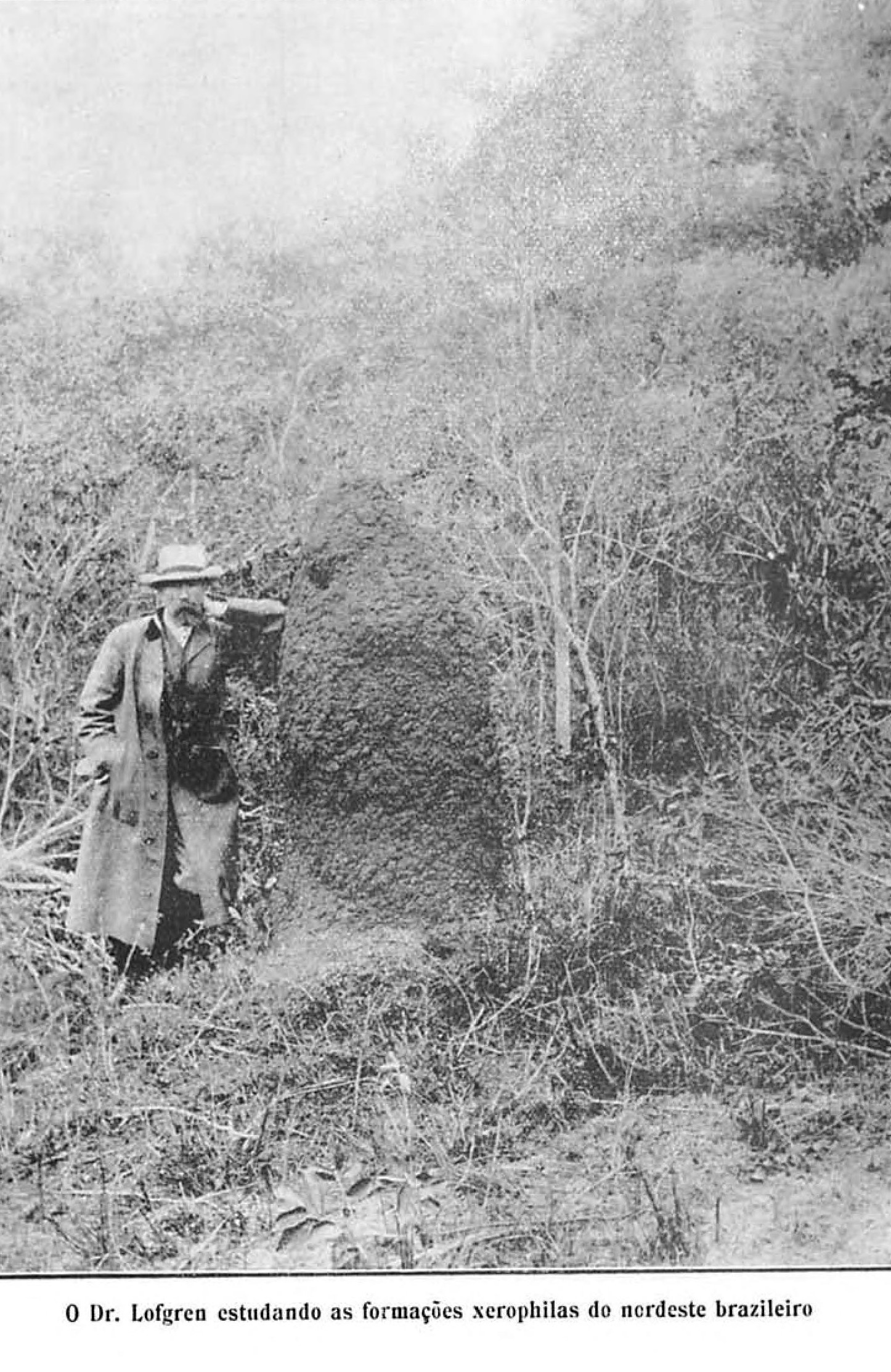
Alberto Loefgren chefiou o embrião que permitiu o surgimento do IAG.

O IAG da Universidade de São Paulo originou-se da extinção do Instituto Astronômico e Geográfico decretada em 1935. Originalmente o Instituto Astronômico e Geográfico que teve sua origem na Diretoria do Serviço Astronômico e Meteorológico (DSAM) e de parte da findada Comissão Geográfica e Geológica (CGG). A situação destas instituições fez com que o então secretário das quais elas faziam parte, a Secretaria de Estado dos Negócios da Viação e Obras Publicas, o Coronel Mendonça Lima fosse aconselhado pelos engenheiros Francisco Gayotto e Alypio Leme de Oliveira resultou no projeto de criação de uma instituição que tivesse parte das atribuições das instituições (CGG e DSAM), assim surgiu o Instituto Astronômico e Geográfico. Este instituto funcionou até 5 de julho de 1935 quando foi criado o Instituto Astronômico e Geofísico e o Departamento Geográfico e Geológico, sendo que este ultimo veio a gerar o Instituto Geográfico e Geológico.
A Diretoria do Serviço Meteorológico e Astronômico do Estado de São Paulo originou-se do IAG, tendo sido criada pela Lei Estadual n. 2261, de 31 de dezembro de 1927.  Seu diretor foi Alypio Leme de Oliveira. O artigo 1 dessa lei, em seu parágrafo único, estabeleceu como sede da Diretoria o Observatório Astronômico e Meteorológico situado na Avenida Paulista n. 69, na capital de São Paulo. O Observatório, também conhecido como Observatório de São Paulo, foi construído por José Nunes Belfort de Mattos, diretor do Serviço Meteorológico de SP na primeira década desse século e foi inaugurado em 30 de abril de 1912. O Observatório executava serviços de determinação e disseminação da hora oficial do Estado, utilizando processos disponíveis na época; além disso, realizavam-se pesquisas e estudos de Física solar (manchas solares), de Magnetismo terrestre e de sismologia.

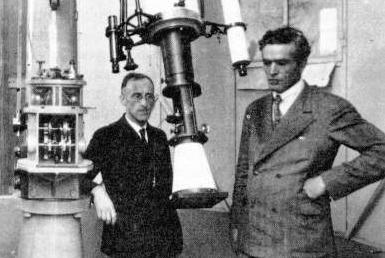
Alypio Leme (à esquerda) e Leo Cap (1927), ao lado da luneta equatorial Zeiss, que se encontra hoje instalado numa das cúpulas do IAG no Parque do Estado.

Por conta dos abalos produzidos pelos bondes que tragegavam a Avenida Paulista, em 1928 pensou-se em escolher outro lugar mais apropriado para o Observatório. Depois de vários planejamentos, o Parque do Estado, no bairro da Água Funda, foi escolhido, onde até hoje se encontra a sede do Instituto Astronômico e Geofísico. O projeto do novo Observatório ficou concluído em 1930 por Alypio Leme de Oliveira. Em dezembro de 1931, o IAG foi reintregrado à Secretaria de Agricultura e Comércio e, juntamente com o Serviço Geográfico e Geológico da antiga Comissão Geográfica e Geológica, passou a constituir um instituto único: o Instituto Astronômico e Geográfico, criado pelo Decreto n. 5320, de 30 de dezembro de 1931, onde Leme de Oliveira continuou como diretor.

### Universidade de São Paulo

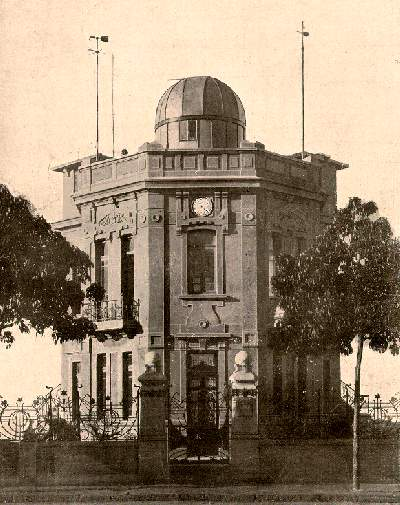
Observatório de SP, situado na Avenida Paulista.

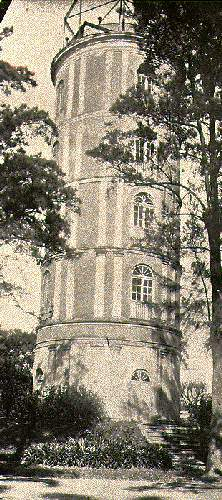
Antiga torre do Jardim da Luz (em 1898), onde, em 1888, instalou-se o primeiro observatório oficial do Serviço Meteorológico.

A Universidade de São Paulo foi criada em 25 de janeiro de 1934, pelo então Interventor Federal em São Paulo, Armando Salles de Oliveira. A partir daí, o Instituto Astronômico e Geográfico passou a ser considerado Instituto Complementar da Universidade de São Paulo, com sua parte administrativa subordinada à Secretaria de Indústria e Comércio.
Alypio Leme de Oliveira desejava muito essa vinculação entre o Instituto e a USP. Antes dessa oficialização, Leme de Oliveira já havia proposto a criação de uma Escola de Geógrafos para formação de engenheiros geógrafos que contariam com as seguintes disciplinas:
- Astronomia
- Ciências Atmosféricas
- Geofísica
- Geodésia
- Mecânica celeste
- Geografia Física
- Geologia

O projeto não foi aprovado; mas a ideia de um curso superior ligado à Astronomia, Geofísica e Meteorologia voltou em 1938, com um projeto de criação da Faculdade de Astronomia e Geofísica, com curriculum semelhante ao de cima; no entanto, esse projeto também não foi aprovado.
Em 1946, o então Instituto Astronômico e Geofísico foi definitivamente incorporado à USP pelo Decreto Estadual n.16622. Alypio Leme continuou como seu diretor até 1955, quando se aposentou, e foi substituído por Abrahão de Moraes (permanecendo no cago até sua morte em 1970).
Em convênio com o Instituto de Física da USP, o IAG, em 1973, procurou instaurar modalidades no Curso de Bacharelo em Física, incluindo disciplinas de áreas de Astronomia, Geofísica e Meteorologia. Em 1977, iniciou-se o Curso de Bacharelado de Meteorologia com cerca de 20 vagas e duração de 8 semestres. Em 1984, foi criado o Curso de Bacharelado em Geofísica. Em 2009, foi criado o curso de Bacharelado em Astronomia.
O Instituto Astronomia, Geofísica e Ciências Atmosféricas oferece também cursos de Pós-graduação em níveis de mestrado e doutorado nas áreas de Astronomia, Geofísica e Meteorologia.

## Seções

### Botânica e Meteorologia
A seção de botânica e meteorologia tinha sido desenvolvida entre outras seções da Comissão Geográfica e Geológica do Estado de São Paulo. Era dirigida pelo Prof. Alberto Loefgren, tido como o embrião do Serviço Meteorológico do Estado de São Paulo.

### Informática
A seção de Informática do IAG atende as necessidades do Instituto na busca de soluções para a área de Rede de Computadores. Para os departamentos de Astronomia, Geofísica e Ciências Atmosférias, a seção de Informática gerencia os servidores de Correio Eletrônico, cria e manutencia contas e dá suporte aos docentes, alunos e funcionários do departamento, entre outras coisas.